# Pseudanaesthetis assamensis
Pseudanaesthetis assamensis är en skalbaggsart som först beskrevs av Stefan von Breuning 1966.  Pseudanaesthetis assamensis ingår i släktet Pseudanaesthetis och familjen långhorningar. Inga underarter finns listade i Catalogue of Life.